# Didolodontidae
Didolodontidae — можливо, парафілетична родина «кондилартових» ссавців, відома з палеогену Південної Америки, більшість зразків якої відомо з Аргентини. Загалом вони були малого та середнього розміру. Деякі дослідження припускають тісний зв'язок з літоптернами. Їхній вік коливається від раннього палеоцену до пізнього еоцену. Віднесення Salladolodus deuterotheroides з пізнього олігоцену Болівії до родини є сумнівним.